# Nule
Nule là một đô thị ở tỉnh Sassari trong vùng Sardinia, có khoảng cách khoảng 140 km về phía bắc của Cagliari và cách khoảng 60 km về phía đông nam của Sassari. Tại thời điểm ngày 31 tháng 12 năm 2004, đô thị này có dân số 1.533 người và diện tích là 51.7 km².
Nule giáp các đô thị: Benetutti, Bitti, Orune, Osidda, Pattada.